# John Hinckley, Jr.
John Warnock Hinckley, Jr. (født 29. maj 1955), amerikaner som udførte et attentat mod præsident Ronald Reagan d. 30. marts 1981.
Han affyrede seks skud mod Reagan, da han forlod Hilton-hotellet i Washington D.C.
Reagan blev ikke ramt direkte, men en rikocherende kugle ramte ham i den venstre lunge mens pressesekretær James Brady blev ramt i rygsøjlen, politibetjent Thomas Delehanty og secret service agent Timothy McCarthy blev lettere såret.
John Hinckley Jr. havde bogen Catcher In The Rye (Forbandede ungdom) på sit hotelværelse, efter drabsforsøget på Ronald Reagan. Det var den samme bog som Mark Chapman sad og læste i, efter sit drab på John Lennon.
Hinckley kom for en domstol 21. juni 1982, hvor han blev dømt ikke skyldig på grund af sindssyge i gerningsøjeblikket, og han blev efterfølgende anbragt på et psykiatrisk hospital. Han blev løsladt den 5. august 2016, i det at han ikke blev anset som værende til fare for sig selv og andre, dog med en masse tilknyttede betingelser. En af disse betingelser var at Hinckley ikke kunne udgive kunst eller musik under sit eget navn, men var påtvunget anonymitet. I 2020 frafald dette forbehold imidlertid, og Hinckley har siden vedligeholdt en YouTube kanal i sit eget navn, igennem hvilken han udgiver sin musik.